# Église Saint-Nicolas de Wismar
L'église Saint-Nicolas (St.-Nikolai-Kirche) est une église gothique de Wismar en Allemagne, chef-d'œuvre du gothique tardif du nord de l'Europe. Elle a été bâtie de 1381 à 1487. Elle est placée sous le vocable de saint Nicolas, patron des pêcheurs et des marins. Saint-Nicolas est une église luthérienne-évangélique placée sur la liste du patrimoine mondial de l'UNESCO depuis 2002.

## Description
L'église de briques est construite sur le modèle de l'église Sainte-Marie de Lübeck.

## Illustrations

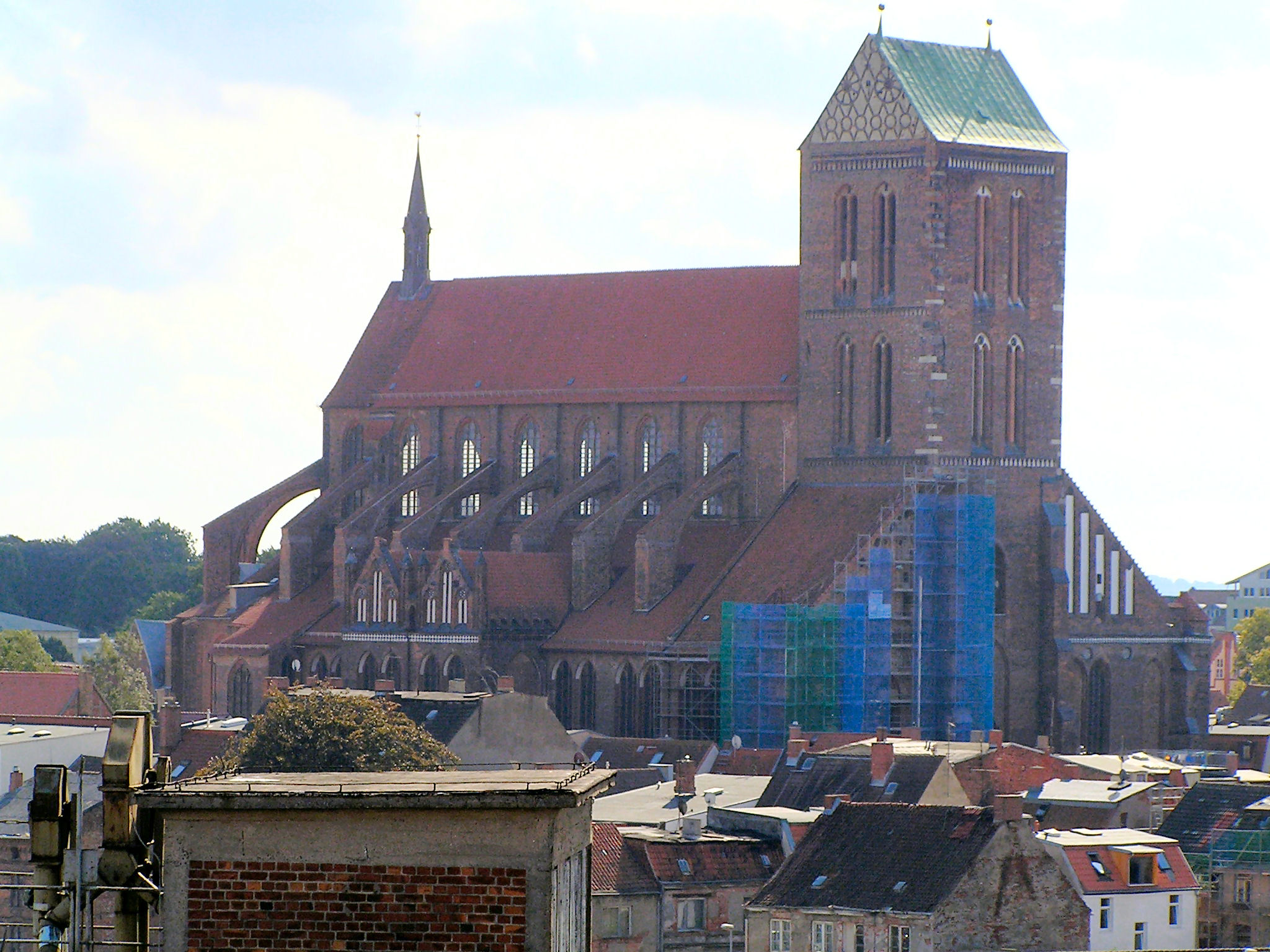
Vue du nord-ouest
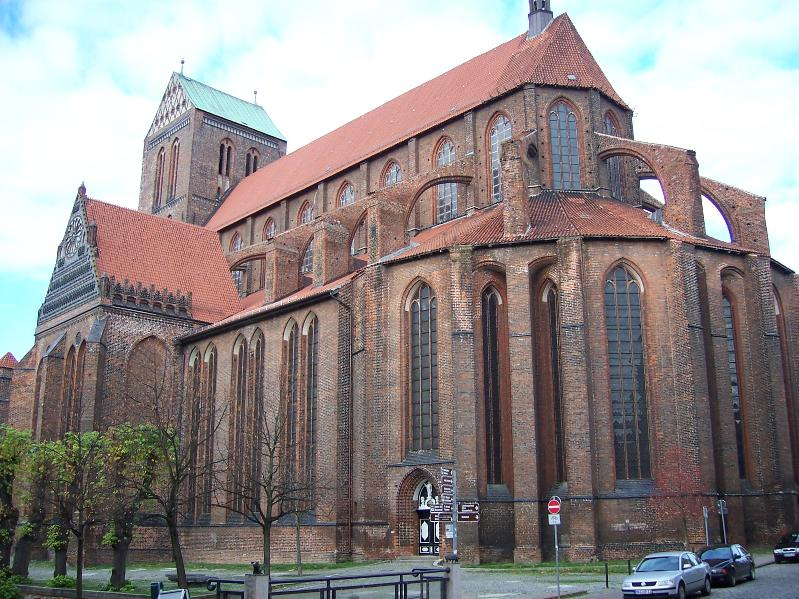
Vue du sud-est
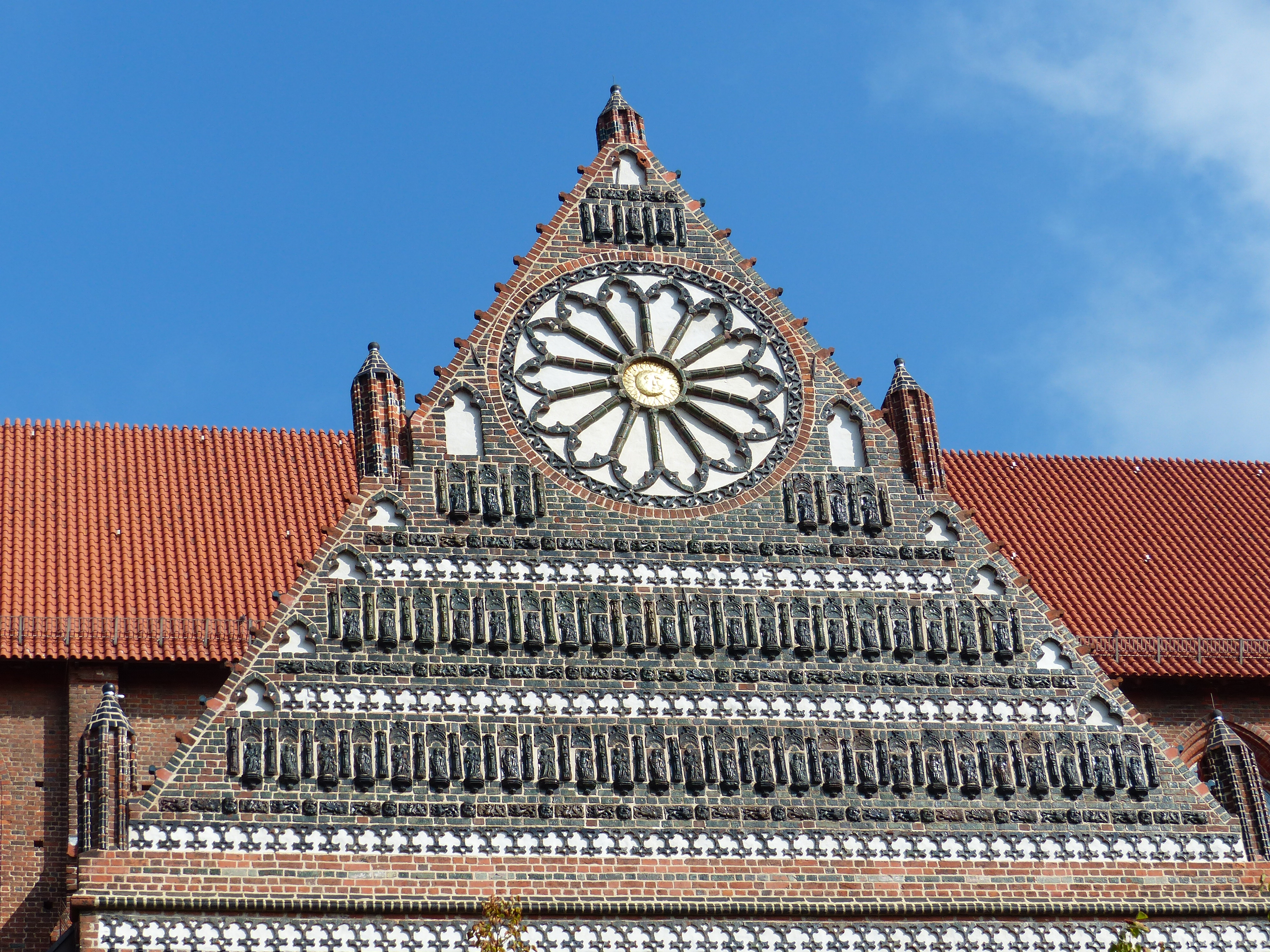
Terre cuite vernissée sur le pignon du transept méridional

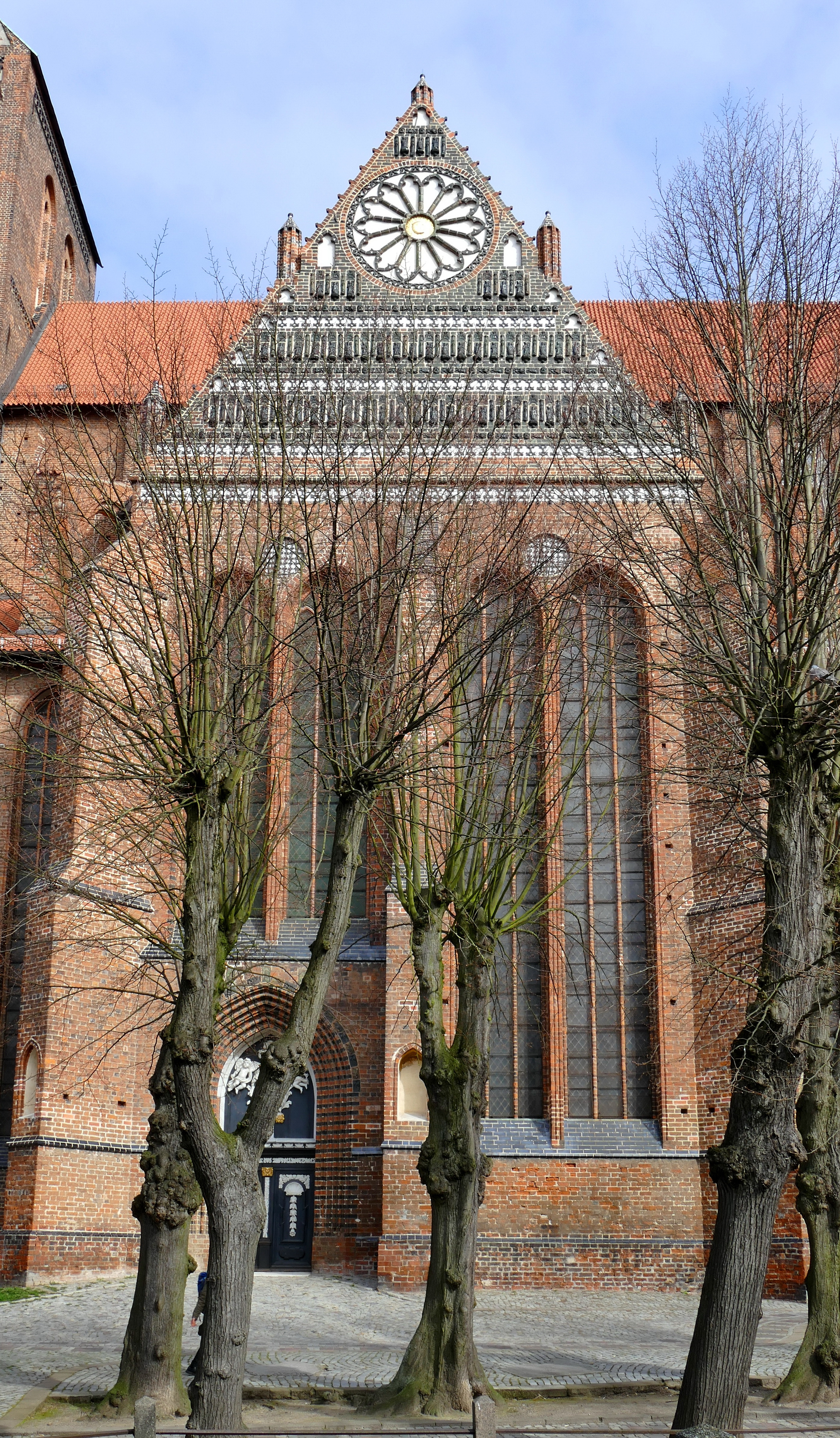
Pignon du transept méridional
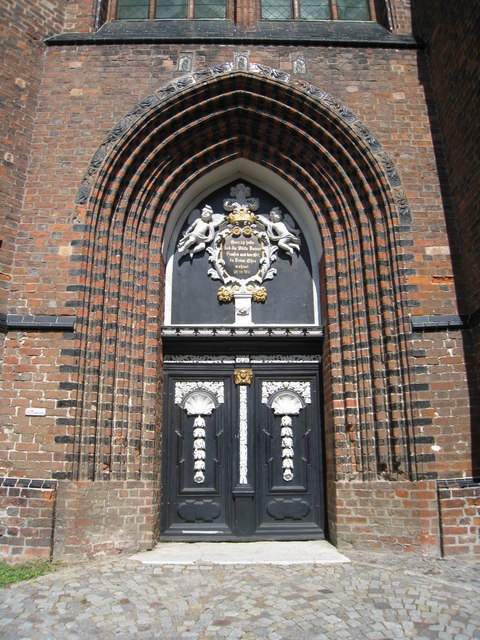
Portail meridional
Cœur avec déambulatoire
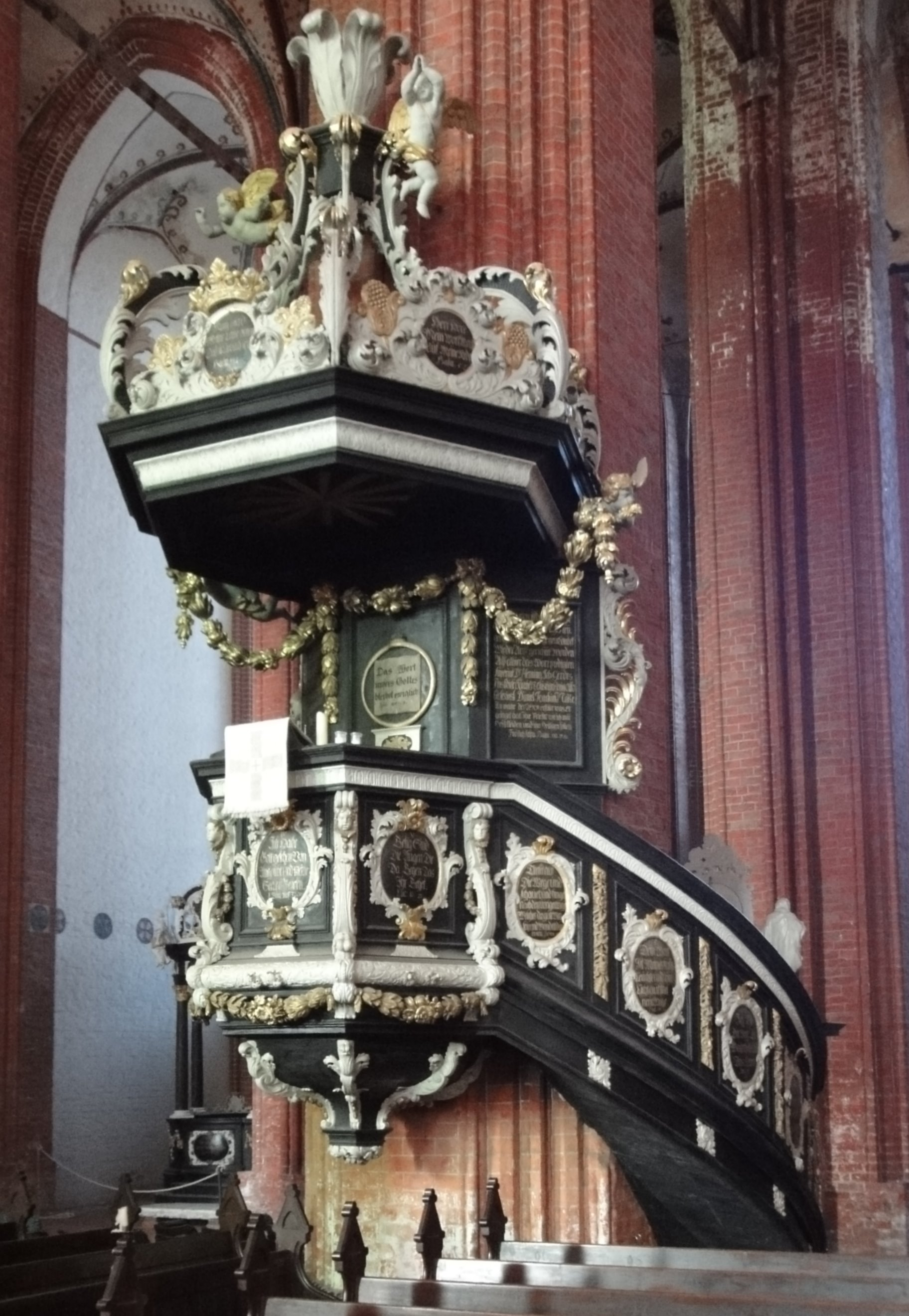
Chaire

## Dimensions
- Hauteur de la tour : 64 m (autrefois: 120 m)
- Longueur : 85 m
- Largeur maximale : 58 m
- Nef principale : 37 m x 10,5 m
- Côtés : 18,5 m x 5,5 m
- Épaisseur des murs de la tour : 4,5 m
- Épaisseur des murs des chapelles latérales : 1,2 m
- Périmètre des piliers du vaisseau central : 8 m

## Source
- (de) Cet article est partiellement ou en totalité issu de l’article de Wikipédia en allemand intitulé « Nikolaikirche (Wismar) » (voir la liste des auteurs).